# Dan Dickau
Daniel David Dickau, detto Dan (Portland, 16 settembre 1978), è un ex cestista e allenatore di pallacanestro statunitense con cittadinanza polacca.
Alto 183 cm, per 78 kg di peso, giocava come playmaker.

## Carriera

### College
Nella sua carriera universitaria ha giocato per l'Università di Washington per poi trasferirsi all'Università di Gonzaga. Nel suo ultimo anno di università, è stato inserito nel primo quintetto degli All-American, una onorificenza che non era mai stata raggiunta prima da nessun giocatore di Gonzaga, neppure da John Stockton, il più famoso prodotto di quell'università e poi grandissimo giocatore per gli Utah Jazz nella NBA.

### NBA
Dickau è stato 28ª scelta assoluta al primo giro del Draft NBA 2002 dei Sacramento Kings. Da allora è stato scambiato ben otto volte ed ha indossato varie maglie di squadre NBA. Più precisamente nella notte stessa del Draft 2002 è stato scambiato dai Sacramento Kings agli Atlanta Hawks, dove ha giocato dal 2002 al 2004. Successivamente ha militato per i Portland Trail Blazers, nei Dallas Mavericks, nei New Orleans Hornets, nei Boston Celtics, ancora a Portland ed infine nei Los Angeles Clippers.
Il 17 dicembre 2005, mentre giocava una partita con i Boston Celtics contro i Chicago Bulls, si è infortunato procurandosi la rottura del tendine di Achille. Nell'estate 2007 è stato scambiato da Portland ai New York Knicks nell'ambito della trade che ha portato Zach Randolph ai Knicks, ma Dickau è stato immediatamente tagliato dalla franchigia newyorkese. In seguito ha firmato un contratto con i Los Angeles Clippers. Complessivamente, ha giocato 300 partite nell'NBA con una media di 5,8 punti per partita, 1,4 rimbalzi, 2,5 assist per un utilizzo medio di 15,4 minuti per partita.
Il 10 luglio 2008 i Clippers rinunciano ai diritti su Dickau rilasciandolo così sul mercato come agente libero.

### Serie A italiana
Nel 2008 firma per l'Air Avellino dopo essere stato inseguito dalla Virtus Bologna.
Fortemente voluto dal coach Zare Markovski, avrà la possibilità di confrontarsi con le migliori squadre europee nella massima competizione del Vecchio Continente dopo aver calpestato per anni i parquet più importanti d'Oltreoceano.
Il 29 settembre 2008 interrompe consensualmente il rapporto di collaborazione con la società.
Nell'autunno del 2008 ottiene la cittadinanza polacca.

## Statistiche

### College
| Anno      | Squadra            | PG | PT | MP   | TC%  | 3P%  | TL%  | RP  | AP  | PRP | SP  | PP   |
| --------- | ------------------ | -- | -- | ---- | ---- | ---- | ---- | --- | --- | --- | --- | ---- |
| 1997-1998 | Washington Huskies | 28 | 0  | 9,4  | 42,0 | 53,3 | 79,5 | 0,9 | 1,0 | 0,3 | 0,0 | 3,8  |
| 1998-1999 | Washington Huskies | 13 | 11 | 22,8 | 39,3 | 35,5 | 71,4 | 2,9 | 2,6 | 0,8 | 0,0 | 4,6  |
| 2000-2001 | Gonzaga Bulldogs   | 24 | 24 | 33,7 | 48,5 | 48,0 | 86,6 | 3,3 | 6,3 | 0,8 | 0,1 | 18,9 |
| 2001-2002 | Gonzaga Bulldogs   | 32 | 32 | 34,7 | 44,1 | 45,7 | 86,4 | 3,0 | 4,7 | 0,8 | 0,1 | 21,0 |
| Carriera  | Carriera           | 97 | 67 | 25,5 | 45,1 | 46,2 | 85,4 | 2,4 | 3,7 | 0,7 | 0,1 | 13,3 |

### NBA

#### Regular Season
| Anno      | Squadra             | PG  | PT | MP   | TC%  | 3P%  | TL%  | RP  | AP  | PRP | SP  | PP   |
| --------- | ------------------- | --- | -- | ---- | ---- | ---- | ---- | --- | --- | --- | --- | ---- |
| 2002-2003 | Atlanta Hawks       | 50  | 0  | 10,3 | 41,2 | 36,1 | 80,8 | 0,9 | 1,7 | 0,3 | 0,0 | 3,7  |
| 2003-2004 | Atlanta Hawks       | 23  | 0  | 6,2  | 42,9 | 30,0 | 66,7 | 0,7 | 0,8 | 0,4 | 0,0 | 2,1  |
| 2003-2004 | Portland T. Blazers | 20  | 0  | 7,6  | 32,7 | 35,0 | 87,5 | 0,5 | 1,0 | 0,4 | 0,0 | 2,3  |
| 2004-2005 | Dallas Mavericks    | 4   | 0  | 4,0  | 12,5 | 33,3 | 66,7 | 0,3 | 0,3 | 0,0 | 0,0 | 1,3  |
| 2004-2005 | N.O. Hornets        | 67  | 46 | 31,0 | 40,8 | 34,7 | 83,6 | 2,7 | 5,2 | 1,1 | 0,1 | 13,2 |
| 2005-2006 | Boston Celtics      | 19  | 0  | 12,3 | 37,0 | 50,0 | 100  | 0,8 | 2,1 | 0,6 | 0,1 | 3,3  |
| 2006-2007 | Portland T. Blazers | 50  | 3  | 8,9  | 35,8 | 26,2 | 79,2 | 0,9 | 1,4 | 0,3 | 0,0 | 3,3  |
| 2007-2008 | L.A. Clippers       | 67  | 8  | 15,5 | 41,9 | 33,3 | 82,9 | 1,4 | 2,6 | 0,5 | 0,0 | 5,3  |
| Carriera  | Carriera            | 300 | 57 | 15,4 | 40,1 | 34,1 | 83,1 | 1,4 | 2,5 | 0,5 | 0,0 | 5,8  |

## Palmarès
- NCAA AP All-America First Team (2002)